# HB (アルバム)
『HB』（エイチビー）は九州男の1枚目のメジャーオリジナルアルバムである。2008年8月6日発売。発売元は日本クラウン。

## 解説
- オリコンウイークリーアルバムチャート初登場2位を記録。

## 収録曲
1. HB
2. music♪
本作のリード楽曲。
日本テレビ系「音楽戦士 MUSIC FIGHTER」7月エンディングテーマ
3. 少年⇒爾来〜やっと見つけた明日〜
インディーズ1stミニアルバム『こいが俺ですばい』収録曲『少年⇔未来〜映画のようなメモリー〜』の続編。
4. 1/6000000000 feat. C&K
1stシングル
5. New Birthday
6. Destiny〜九州男編〜
7. 待ち合わせ。。feat. lecca
8. dear mama
INFINITY16のメジャー1stアルバム『Foundation Rock』で彼が参加していた楽曲『My mama welcomez 九州男』の九州男バージョン。
9. 裸足
1stシングルカップリング
10. WORLD
11. Come In Now! feat. 杉本恭一(LÄ-PPISCH)
TBS系列「DOORS 2008」テーマソング
LÄ-PPISCHの杉本恭一がギターで参加している。
12. 雲の上の君え(prologue)
インディーズ1stミニアルバム『こいが俺ですばい』に収録された同名の楽曲の新録バージョン。
13. ありがとうの詩
14. 1/6000000000 feat. C&K(acoustic version)
ボーナストラック